# Омчак (селище)
Омчак (рос. Омчак) — селище в Тенькинському районі Магаданської області.
Населення — 848 осіб (2014).

## Географія
Географічні координати: 61°38' пн. ш. 147°52' сх. д. Часовий пояс — UTC+10.
Відстань до районного центру, селища Усть-Омчуг, становить 124 км, а до обласного центру — 388 км. Через селище протікає річка Омчак.

## Історія
Перша назва — селище імені Тимошенко від найменування однойменної копальні, що була утворена тут восени 1941 року.
Сучасна назва селища походить від річки Омчак (евен. Омчик — «болото, що заросло мохом»), яка протікає поруч.
З 1953 до 1991 поселення мало статус селища міського типу.

## Населення
Чисельність населення за роками:
| 1959 | 1970 | 1979 | 1989 | 2010 | 2014 |
| ---- | ---- | ---- | ---- | ---- | ---- |
| 3998 | 2587 | 2826 | 3059 | 956  | 848  |

За даними перепису населення 2010 року на території селища проживало 956 осіб. Частка чоловіків у населенні складала 50,6% або 484 особи, жінок — 49,4% або 472 особи.

## Економіка
На території селища діє ВАТ «Рудник імені Матросова».